# Nandoli
Nandoli est une commune rurale située dans le département de Nako de la province du Poni dans la région Sud-Ouest au Burkina Faso.

## Géographie
Nandoli est situé à environ 35 km au sud-est de Nako, le chef-lieu du département, et à 8 km au nord-est de Malba, chef-lieu du département voisin homonyme. Le village est à 3 km à l'est de la frontière ghanéenne et du point de passage au niveau d'un gué sur le Mouhoun en direction de Jirapa, la plus grande ville à proximité au Ghana.
Le village principal est entouré par les lieux-dits de Boti, Bopyè, Ouaraba, Simouani et Tanhya qui lui sont rattachés.

## Santé et éducation
Le centre de soins le plus proche de Nandoli est le centre de santé et de promotion sociale (CSPS) de Malba, dans le départemet voisin, tandis que le centre hospitalier régional (CHR) de la province se trouve à Gaoua.